# بينيلوب (مسرحية إندا والش)
بينيلوب (عام 2010) مسرحية تراجيدية كوميدية، بقلم الكاتب الأيرلندي إندا والش. تدور أحداث المسرحية حول أربعة رجال يسعون للفوز بالمرأة بينيلوب، مستغلين غياب زوجها المحارب أوديسيوس، الغائب منذ عشرين عامًا في خوض حروب طروادة.

## الموجز
تبدأ المسرحية بوجود أربعة رجال - فيتز، بيرنز، دان وكوين - في حوض سباحة فارغ، يمارسون نشاطاتهم اليومية، ماعدا بيرنز الذي يبدو أنه على خلاف مع بيئته. هناك بقعة دم على الحائط، تبين لنا انها تعود إلى رجل خامس يدعى موراي، حيث أقدم على الانتحار في اليوم السابق. يحاول بيرنز إخفاء البقعة ولكنه  لم يستطع. في الجزء الخلفي من المسبح، يوجد آلة شواء لم يتم إشعالها من قبل لكنها أثارت فضول الرجال واشعرتهم ببعض الخوف. في حلم مشترك يرونه الرجال أثناء نومهم، تظهر آلة الشواء مشتعلة تنذر بموتهم على يد أوديسيوس.
تقب بينيلوب - بعيدا عن الرجال - على منصة عالية تتعذر رؤيتها من قبل الرجال في حوض السباحة. تبث شاشة التلفزيون العناوين المتتالية من قبل الرجال لإطلاعها في إيماءة معاصرة على تنسيقات تلفزيون الواقع. يأمل كل رجل منهم أن يكسب عواطف بينيلوب من خلال إظهار ميزاته. ولكن مع ظهور علامات وهواجس عودة أوديسيوس يصيبهم الشؤم، فيضعون خطة للعمل معا كي يفوز أحدهم ببينيلوب، وبالتالي حماية الآخرين من انتقام أوديسيوس. في المشهد الأخير ينفذ كوين تغيير سريع لروتين ملهى على موسيقى «البرغوث الاسباني» و«طعم العسل» بواسطة هيرب ألبرت، كما ساعد الآخرون في أدائه.
يتنكر كوين بشكل مختلف على أنه معجب من الذكور والإناث ذوي الملاحظة الاستثنائية - مثل نابليون وجوزفين وريت بتلر وسكارليت اوهارا - حيث تعرّى من ثيابه مثل (إيروس) إله الحب اليوناني. لقد تعرض كوين للطعن من قبل بيرنز ويشارك دان وفيتز أيضا في طعن كوين.
يوجه بيرنز خطابا اخيرًا إلى بينيلوب، يدافع عن خلاصهم الجماعي من خلال الحب والعاطفة والإنسانية. يختم بيرنز حديثه بعبارة «الحب محفوظ». في تلك اللحظة، اشتعلت النيران في آلة الشواء، كما تنبأ حلمهم تبدأ من الأسفل ثم تنتشر النيران بسرعة إلى بقية الإطار والشواية، مما يشير إلى وفاة الرجال. من فوقهم تنسحب بينيلوب من المسرح وتنتقل إلى مستقبلها الجديد.

## المنتجات والجوائز المختارة
بينيلوب (2010) - أوبرهاوزن المسرح: روهر.2010، شركة مسرح الكاهن، غالواي. الحائز على جائزة جائزة تايمز مسرح أيرلندا لأفضل ممثل مساعد عن ميكيل مورفي. مسرح ترافيرس، مهرجان إدنبره (فرينج فيرست فائز 2010). شملت الجولة العالمية هلسنكي ونيويورك ولندن. مسرح ستيبنوولف، شيكاغو (2011). أنتج العرض الكندي الأول من قبل مسرح رامبل في فانكوفر، كولومبيا البريطانية (2013)، مسرح ترافيرس، مهرجان إدنبرة